# Bernard Metz
Pour les articles homonymes, voir Metz (homonymie).
Bernard Metz, né le 4 août 1920 et mort le 5 septembre 2009  à Strasbourg, est un résistant, médecin et physiologiste français, spécialiste de bioclimatologie et d'ergonomie.

## Biographie
Fils de Laurent Metz (médecin généraliste à Neudorf) et de Marcelle Husson, il est le petit-fils de Xavier-Auguste Metz l'un des fondateurs en 1890 de la Démocratie chrétienne en Alsace. Sa famille est profondément catholique.
Il adhère au mouvement scout catholique des Scouts de France à la paroisse de Saint-Pierre-le-Jeune (5e de Strasbourg) où il sera louveteau, scout puis routier.
Il étudie, de 1928 à 1938, au lycée Fustel-de-Coulanges où il anime la section Jeunesse étudiante chrétienne (JEC). Il obtient son baccalauréat en philosophie en 1938. Il commence ses études de médecine à Strasbourg (1938 à 1939) puis après l'évacuation à Tours (1939-1940), à Clermont-Ferrand (1941-1942) et Lyon (1942-1943). Il obtient son doctorat en 1948.

### Seconde Guerre mondiale
Sa famille et lui-même refusent de revenir en Alsace annexée. En participant à la réorganisation du scoutisme alsacien replié en Auvergne, Bernard Metz retrouve, l'abbé Paul Held, l'aumônier de la 5e de Strasbourg et Pierre Stahl, l'un de ses chefs de clan.
Le 15 août 1942, il participe au pèlerinage national de la Route au Puy-en-Velay où les participants alsaciens-mosellans chantent Vous n'aurez pas l'Alsace et la Lorraine devant la tribune officielle.
En janvier 1943, il adhère à la Septième colonne d'Alsace (réseau Martial) dirigé depuis Lyon par Paul Dungler et Marcel Kibler,. Ces derniers veulent créer des unités combattantes indépendantes et apolitiques sous commandement français pour libérer l'Alsace. Bernard Metz s'engage à recruter des jeunes Alsaciens Mosellans réfugiés dans le sud-ouest. Pierre Stahl lui fournit un emploi de couverture et les fichiers des adresses de tous les réfugiés alsacien-mosellan. Bernard Metz utilise aussi ses relations au sein des mouvements de jeunesse alsaciens chrétiens, les écoles normales, les lycées, l'université de Strasbourg replié à Clermont-Ferrand et les entreprises alsaciennes et mosellanes déplacées.
Il crée des groupes en Dordogne, Limousin, Midi-Pyrénées, Auvergne et même à Vichy. À la fin de l'été 1943, ces groupes prennent le nom de Groupe Mobile d'Alsace Sud (GMA Sud),. Ils sont organisés en « centurie » commandées par des lieutenants. Début 1944, Bernard Metz rapproche le GMA Sud de l'Organisation de Résistance de l'armée (ORA). Le 4 juin 1944, il reçoit l'ordre, par message, de Marcel Kibler : « Vu l'impossibilité pour le GMA de se porter vers la frontière Alsacienne, ces Groupements devront participer à la libération de la Patrie dans leurs régions de stationnement respectives et sous le commandement des chefs de ces régions. Aussitôt ces régions libérées, ils devront se grouper en une seule unité et se porter vers l'Alsace pour y être au moment de l'attaque finale. »
Le 11 juin 1944, dans le Lot, il confirme à Robert Noireau, chef départemental des Forces françaises de l'intérieur (FFI) que le GMA Sud est prêt à participer aux combats pour la libération des départements d'accueil. IL devient « chef technique » responsable de l'approvisionnement du 4e bataillon tactique du Lot. Avec ce dernier, il participe aux opérations visant à freiner la division Waffen SS das Reich sous le commandement de Heinz Lammerding dans le secteur de Souillac. Cette division SS semera sur son passage à la chasse aux réseaux de résistance notamment le Maquis du Limousin le Massacre de Tulle en Corrèze (département) et celui du Massacre d'Oradour-sur-Glane près de Limoges. À partir du 27 juillet 1944, Bernard Metz entame d'âpres négociations et a de nombreux contacts avec les responsables des centuries pour les fédérer en une unité de combat apte à participer aux combats de libération de l'Alsace,. Les négociations aboutissent et le 8 septembre 1944 la Brigade indépendante Alsace-Lorraine (BIAL) est créé. Le commandement est assuré par André Malraux, alias colonel Berger et son adjoint opérationnel le lieutenant-colonel Pierre-Elie Jacquot.
Les 16 et 17 septembre 1944, à Dijon, Bernard Metz participe à la rédaction du document officialisant le rattachement de la BIAL à la 1e armée française. Il est nommé sous-lieutenant à l'état major de la BIAL où il est chargé des liaisons avec la Septième colonne d'Alsace (réseau Martial).
Le 15 novembre 1944, à Besançon, il rencontre le général de Lattre de Tassigny qui l'interroge sur la BIAL en vue de son engagement dans les futurs combats. Il le charge de récupérer, à Trélissac, Monseigneur Ruch, évêque de Strasbourg pour qu'il assiste à la libération de son diocèse.
Le 26 novembre 1944, il se rend avec des responsables de la Septième colonne d'Alsace (Réseau Martial) à Strasbourg libéré le 23. Il y accueille le 6 décembre la BIAL avec qui il participe à la défense de Strasbourg jusqu'au 9 février 1945. Le 15 mars 1945, la BIAL est dissoute, Bernard Metz retourne à la vie civile et reprend ses études.

### Après-guerre
Bernard Metz s'engage dans la vie associative. Il fonde l'Amicale des anciens de la Brigade Alsace-Lorraine dont il est président de 1956 à 1977, puis président d'honneur jusqu'à sa dissolution en 2000. Il est aussi membre fondateur du Comité pour la mémoire de la Brigade Alsace-Lorraine (COMEBAL).

### Carrière médicale
Il est assistant en physiologie à la Faculté de médecine de Strasbourg en 1945 aux côtés de Charles Kayser, licencié es sciences en 1946, docteur en médecine en 1948.
En 1949-1950, boursier de la Fondation Rockefeller, il séjourne dans un laboratoire de Physiologie appliquée, à l’Université du Minnesota à Minneapolis. Il est nommé maître de conférence en 1955, professeur à titre personnel en 1960 puis professeur titulaire de la chaire de physiologie appliquée de 1962 à 1989.
Il crée à Strasbourg (Cronenbourg) le Centre d’Études bioclimatiques du CNRS en 1962 et le dirige jusqu'en 1985.Il est chef du service des explorations fonctionnelles respiratoires aux Hospices Civils de Strasbourg jusqu’en 1986.Il est l'un des neuf membres fondateurs de la Société d'ergonomie de langue française en 1963 et son président entre 1992 et 1994.Il est membre de l'International Ergonomics Association (IEA) et son président de 1970 à 1973.
Il est également l'un des fondateurs de l'Institut européen des concepteurs industriels.
Il est nommé président du Haut comité d'étude et d'information sur l'alcoolisme auprès du premier ministre de 1977 à 1983 et préside le Comité départemental de prévention de l'alcoolisme du Bas-Rhin pendant 20 ans.

## Œuvres et publications
- Contribution à l'étude de l'excitabilité de l'appareil thermorégulateur, [Thèse de médecine, Strasbourg], 1948, no 62, impr. de Müh-Le Roux (Strasbourg), 1949, in-8°, 71 p.
- Les effets du climat des zones arides sur l'homme au travail, [étude documentaire], Faculté de médecine (Strasbourg), 1957, 80-19 f.
- Métabolisme hydrominéral et bilan calorique du travailleur de force en zone saharienne, Centre d'études et d'informations des problèmes humains dans les zones arides [Paris?], 1959, 218 p.
- Adaptation du travail à l'homme, [Conférence internationale de Zurich, 2-6 mars 1959. Rapport général], Organisation européenne de coopération économique. Agence européenne de productivité, [Paris : s.n.], 1960.
- Adaptations respiratoires et circulatoires au travail musculaire, Amicale des étudiants en médecine (Strasbourg), [1971].
- Prévision quantitative des effets physiologiques et psychologiques de l'environnement thermique chez l'homme, [Actes du colloque international, Strasbourg, 9-13 juillet 1973], Éditions du Centre national de la recherche scientifique (Paris), 1975.
- Physiologie. PCEM 1, Amicale des Étudiants en Médecine (Strasbourg), 1979.
- (en) « Flash back on my 3 years term as President of the I.E.A. (1970-1973) », Texte intégral.
- Recueil de normes françaises d'ergonomie AFNOR, Association française de normalisation (Paris), 1983.
- « Bref historique de la fondation de la Société d'ergonomie de langue française », juin 1991, Texte inégral dans le site du Club d'histoire des neurosciences et texte intégral dans le site de la [Société d’Ergonomie de Langue Française].
- « Historique et visées de la normalisation en Ergonomie » [Congrès SELF 2004, p. 17-20], Résumé en ligne.

En collaboration
- Fatigue et sécurité. Analyse expérimentale des effets physiologiques et psychophysiologiques de trois facteurs de fatigue: privation de sommeil, niveau de travail musculaire, ambiance thermique, [sous la dir. de Bernard Metz], Faculté de médecine (Strasbourg), 1960.
- avec Sully Ledermann:  « Les accidents du travail et l'alcool », in: Population, 15e année, no 2, 1960 p. 301–316, Texte intégral.
- avec G. Guérin: Colloque Les Relations dose-effet de l'alcool [Esclimont, France, 20-21 mars 1984], Documentation française (	Paris), 1985.
- avec Jacques Malchaire: La recherche commune CECA relative aux indices thermiques, [rapport final, décembre 1992], Texte intégral.
- (en) avec K. Parsons, B. Shackel: « Ergonomics and International Standards. History, organisational structure and method of development », in: Appl. Ergonomics, 1995, 26 (4) 249-258.
- « Générique et présentation du contexte historique de l’après-guerre » par Bernard Metz, in:  Histoire d'ergonomie. Le temps des pionniers (1950-1980)[15], par Christian Lascaux, Octares Éditions (Toulouse), 2011.

## Titres et distinctions
- Officier de la Légion d’honneur (1973).
- Croix de guerre 1939-1945 avec palmes (1945).
- Médaille de la Résistance avec rosette par décret du 24 avril 1946[16].
- Commandeur des Palmes académiques (1976).
- Distinguished foreign Colleague award, Human Factors and Ergonomics Society (USA).
- Docteur honoris causa de l’Université de Loughborough.